# 秦蕙田
秦蕙田（1702年—1764年），字樹峰，號味經，江蘇金匱縣（今江蘇無錫市）人。清朝官员，进士探花。

## 生平
蕙田生於康熙四十一年（1702年），少承家學，專攻儒經。雍正二年（1724年），與同邑友人蔡德晉、吴鼐等相約讀經。乾隆元年丙辰進士一甲第三名，授翰林院編修，入直南書房。次年上《陳情表》。蕙田曾將「雪浪春茶」獻乾隆帝，乾隆品嚐後贊不絕口，即欽定為“貢茶”。歷官右春坊右庶子，改通政使司右通政。乾隆十年乙丑（1745年），迁礼部右侍郎，承命校阅礼书。乾隆十二年丁卯（1747年）五月，生父秦道然去世，丁忧在家，仿徐乾學《读礼通考》之例订制《五礼通考》纲目。乾隆二十五年，文华殿大學士蔣溥重病，秦蕙田推薦徐靈胎進京診治。乾隆二十二年，擢领工部、兼署刑部尚书。次年，加太子太保。乾隆二十五年，充会试正考官。乾隆二十八年，充会试正考官。乾隆二十九年（1764年）九月九日巳时，以病卒於沧州。諡文恭。著有《五禮通考》262卷。

## 家族
祖父秦松齡，十八歲中進士，為最年輕的編修。父秦道然，官至禮科給登聞院事。一姐嫁邑庠生劉曕榕（以詩名選入梁溪詩鈔，行載邑志文苑），秦氏本姓王，為兵部武庫司主事王世善第三女。

## 延伸阅读
[在维基数据编辑]
 《清史稿·卷304》，出自趙爾巽《清史稿》